# Världsmästerskapet i handboll för damer 2019
Världsmästerskapet i handboll för damer 2019 spelades i Japan 2019. Det beslutade IHF på ett möte i Doha i oktober 2011. Mästerskapet vanns av Nederländerna som tog sin första VM-titel efter seger mot Spanien med 30-29 i finalen.

## Inledande omgång

### Grupp A
| Nr | Lag           | S | V | O | F | GM  | IM  | MS   | P |
| -- | ------------- | - | - | - | - | --- | --- | ---- | - |
| 1  | Nederländerna | 5 | 4 | 0 | 1 | 178 | 134 | +44  | 8 |
| 2  | Norge         | 5 | 4 | 0 | 1 | 169 | 115 | +54  | 8 |
| 3  | Serbien       | 5 | 3 | 0 | 2 | 155 | 143 | +12  | 6 |
| 4  | Angola        | 5 | 2 | 0 | 3 | 150 | 151 | −1   | 4 |
| 5  | Slovenien     | 5 | 2 | 0 | 3 | 142 | 150 | −8   | 4 |
| 6  | Kuba          | 5 | 0 | 0 | 5 | 122 | 223 | −101 | 0 |

|       | 30 november 2019 | Serbien         | 32 – 25           | Angola         | Aqua Dome Kumamoto, Kumamoto                         |                                                      |
| 15:00 | 15:00            | Nikolić 7 4× 3× | (16 – 12) Rapport | Guialo 5 4× 1× | Publik: 3 605 Domare: García, Paolantoni (Argentina) | Publik: 3 605 Domare: García, Paolantoni (Argentina) |
| 15:00 | 15:00            |                 |                   |                | Publik: 3 605 Domare: García, Paolantoni (Argentina) | Publik: 3 605 Domare: García, Paolantoni (Argentina) |
| 15:00 | 15:00            |                 |                   |                | Publik: 3 605 Domare: García, Paolantoni (Argentina) | Publik: 3 605 Domare: García, Paolantoni (Argentina) |

|       | 30 november 2019 | Nederländerna           | 26 – 32           | Slovenien       | Aqua Dome Kumamoto, Kumamoto                       |                                                    |
| 18:00 | 18:00            | Abbingh, Polman 5 3× 1× | (14 – 15) Rapport | Stanko 12 4× 1× | Publik: 2 864 Domare: Krichen, Makhlouf (Tunisien) | Publik: 2 864 Domare: Krichen, Makhlouf (Tunisien) |
| 18:00 | 18:00            |                         |                   |                 | Publik: 2 864 Domare: Krichen, Makhlouf (Tunisien) | Publik: 2 864 Domare: Krichen, Makhlouf (Tunisien) |
| 18:00 | 18:00            |                         |                   |                 | Publik: 2 864 Domare: Krichen, Makhlouf (Tunisien) | Publik: 2 864 Domare: Krichen, Makhlouf (Tunisien) |

|       | 30 november 2019 | Norge             | 47 – 16          | Kuba                  | Aqua Dome Kumamoto, Kumamoto                       |                                                    |
| 20:30 | 20:30            | Herrem, Løke 8 3× | (25 – 9) Rapport | Céspedes, Lusson 3 1× | Publik: 1 871 Domare: El-Saied, El-Saied (Egypten) | Publik: 1 871 Domare: El-Saied, El-Saied (Egypten) |
| 20:30 | 20:30            |                   |                  |                       | Publik: 1 871 Domare: El-Saied, El-Saied (Egypten) | Publik: 1 871 Domare: El-Saied, El-Saied (Egypten) |
| 20:30 | 20:30            |                   |                  |                       | Publik: 1 871 Domare: El-Saied, El-Saied (Egypten) | Publik: 1 871 Domare: El-Saied, El-Saied (Egypten) |

|       | 2 december 2019 | Kuba      | 27 – 46           | Serbien                                 | Aqua Dome Kumamoto, Kumamoto                       |                                                    |
| 12:30 | 12:30           | Rizo 6 5× | (11 – 25) Rapport | Radosavljević, Kojić, Pop-Lazić 6 4× 1× | Publik: 5 570 Domare: Krichen, Makhlouf (Tunisien) | Publik: 5 570 Domare: Krichen, Makhlouf (Tunisien) |
| 12:30 | 12:30           |           |                   |                                         | Publik: 5 570 Domare: Krichen, Makhlouf (Tunisien) | Publik: 5 570 Domare: Krichen, Makhlouf (Tunisien) |
| 12:30 | 12:30           |           |                   |                                         | Publik: 5 570 Domare: Krichen, Makhlouf (Tunisien) | Publik: 5 570 Domare: Krichen, Makhlouf (Tunisien) |

|       | 2 december 2019 | Angola         | 28 – 35           | Nederländerna    | Aqua Dome Kumamoto, Kumamoto                      |                                                   |
| 15:00 | 15:00           | Carlos 9 5× 1× | (12 – 17) Rapport | Abbingh 11 5× 2× | Publik: 4 690 Domare: Belkhiri, Hamidi (Algeriet) | Publik: 4 690 Domare: Belkhiri, Hamidi (Algeriet) |
| 15:00 | 15:00           |                |                   |                  | Publik: 4 690 Domare: Belkhiri, Hamidi (Algeriet) | Publik: 4 690 Domare: Belkhiri, Hamidi (Algeriet) |
| 15:00 | 15:00           |                |                   |                  | Publik: 4 690 Domare: Belkhiri, Hamidi (Algeriet) | Publik: 4 690 Domare: Belkhiri, Hamidi (Algeriet) |

|       | 2 december 2019 | Slovenien | 20 – 36           | Norge                 | Aqua Dome Kumamoto, Kumamoto                               |                                                            |
| 20:30 | 20:30           | Gros 9 3× | (12 – 13) Rapport | Røsberg Jacobsen 8 3× | Publik: 1 680 Domare: Bonaventura, Bonaventura (Frankrike) | Publik: 1 680 Domare: Bonaventura, Bonaventura (Frankrike) |
| 20:30 | 20:30           |           |                   |                       | Publik: 1 680 Domare: Bonaventura, Bonaventura (Frankrike) | Publik: 1 680 Domare: Bonaventura, Bonaventura (Frankrike) |
| 20:30 | 20:30           |           |                   |                       | Publik: 1 680 Domare: Bonaventura, Bonaventura (Frankrike) | Publik: 1 680 Domare: Bonaventura, Bonaventura (Frankrike) |

|       | 3 december 2019 | Nederländerna      | 51 – 23           | Kuba          | Aqua Dome Kumamoto, Kumamoto                         |                                                      |
| 15:00 | 15:00           | Malestein 11 5× 1× | (22 – 11) Rapport | Céspedes 4 6× | Publik: 5 060 Domare: García, Paolantoni (Argentina) | Publik: 5 060 Domare: García, Paolantoni (Argentina) |
| 15:00 | 15:00           |                    |                   |               | Publik: 5 060 Domare: García, Paolantoni (Argentina) | Publik: 5 060 Domare: García, Paolantoni (Argentina) |
| 15:00 | 15:00           |                    |                   |               | Publik: 5 060 Domare: García, Paolantoni (Argentina) | Publik: 5 060 Domare: García, Paolantoni (Argentina) |

|       | 3 december 2019 | Slovenien      | 24 – 33           | Angola               | Aqua Dome Kumamoto, Kumamoto              |                                           |
| 18:00 | 18:00           | Stanko 9 3× 2× | (12 – 16) Rapport | Carlos, Kassoma 6 5× | Publik: 2 280 Domare: Koo, Lee (Sydkorea) | Publik: 2 280 Domare: Koo, Lee (Sydkorea) |
| 18:00 | 18:00           |                |                   |                      | Publik: 2 280 Domare: Koo, Lee (Sydkorea) | Publik: 2 280 Domare: Koo, Lee (Sydkorea) |
| 18:00 | 18:00           |                |                   |                      | Publik: 2 280 Domare: Koo, Lee (Sydkorea) | Publik: 2 280 Domare: Koo, Lee (Sydkorea) |

|       | 3 december 2019 | Norge                         | 28 – 25           | Serbien          | Aqua Dome Kumamoto, Kumamoto                   |                                                |
| 20:30 | 20:30           | Hegh Arntzen, Oftedal 7 4× 3× | (13 – 12) Rapport | Liščević 6 8× 1× | Publik: 1 970 Domare: Kuttler, Merz (Tyskland) | Publik: 1 970 Domare: Kuttler, Merz (Tyskland) |
| 20:30 | 20:30           |                               |                   |                  | Publik: 1 970 Domare: Kuttler, Merz (Tyskland) | Publik: 1 970 Domare: Kuttler, Merz (Tyskland) |
| 20:30 | 20:30           |                               |                   |                  | Publik: 1 970 Domare: Kuttler, Merz (Tyskland) | Publik: 1 970 Domare: Kuttler, Merz (Tyskland) |

|       | 5 december 2019 | Kuba      | 26 – 39           | Slovenien       | Aqua Dome Kumamoto, Kumamoto                     |                                                  |
| 15:00 | 15:00           | Rizo 7 2× | (15 – 17) Rapport | Stanko 11 3× 5× | Publik: 5 520 Domare: Năstase, Stancu (Rumänien) | Publik: 5 520 Domare: Năstase, Stancu (Rumänien) |
| 15:00 | 15:00           |           |                   |                 | Publik: 5 520 Domare: Năstase, Stancu (Rumänien) | Publik: 5 520 Domare: Năstase, Stancu (Rumänien) |
| 15:00 | 15:00           |           |                   |                 | Publik: 5 520 Domare: Năstase, Stancu (Rumänien) | Publik: 5 520 Domare: Năstase, Stancu (Rumänien) |

|       | 5 december 2019 | Serbien                              | 23 – 36           | Nederländerna  | Aqua Dome Kumamoto, Kumamoto                               |                                                            |
| 18:00 | 18:00           | Trifunović, Obradović, Liščević 6 4× | (12 – 20) Rapport | Polman 8 4× 2× | Publik: 2 460 Domare: Bonaventura, Bonaventura (Frankrike) | Publik: 2 460 Domare: Bonaventura, Bonaventura (Frankrike) |
| 18:00 | 18:00           |                                      |                   |                | Publik: 2 460 Domare: Bonaventura, Bonaventura (Frankrike) | Publik: 2 460 Domare: Bonaventura, Bonaventura (Frankrike) |
| 18:00 | 18:00           |                                      |                   |                | Publik: 2 460 Domare: Bonaventura, Bonaventura (Frankrike) | Publik: 2 460 Domare: Bonaventura, Bonaventura (Frankrike) |

|       | 5 december 2019 | Norge                | 30–24           | Angola         | Aqua Dome Kumamoto, Kumamoto                         |                                                      |
| 20:30 | 20:30           | Hegh Arntzen 6 2× 3× | (13–12) Rapport | Carlos 6 5× 1× | Publik: 1 870 Domare: García, Paolantoni (Argentina) | Publik: 1 870 Domare: García, Paolantoni (Argentina) |
| 20:30 | 20:30           |                      |                 |                | Publik: 1 870 Domare: García, Paolantoni (Argentina) | Publik: 1 870 Domare: García, Paolantoni (Argentina) |
| 20:30 | 20:30           |                      |                 |                | Publik: 1 870 Domare: García, Paolantoni (Argentina) | Publik: 1 870 Domare: García, Paolantoni (Argentina) |

|       | 6 december 2019 | Serbien           | 29 – 27           | Slovenien    | Aqua Dome Kumamoto, Kumamoto                       |                                                    |
| 15:00 | 15:00           | Pop-Lazić 8 4× 1× | (12 – 11) Rapport | Stanko 10 2× | Publik: 4 680 Domare: Krichen, Makhlouf (Tunisien) | Publik: 4 680 Domare: Krichen, Makhlouf (Tunisien) |
| 15:00 | 15:00           |                   |                   |              | Publik: 4 680 Domare: Krichen, Makhlouf (Tunisien) | Publik: 4 680 Domare: Krichen, Makhlouf (Tunisien) |
| 15:00 | 15:00           |                   |                   |              | Publik: 4 680 Domare: Krichen, Makhlouf (Tunisien) | Publik: 4 680 Domare: Krichen, Makhlouf (Tunisien) |

|       | 6 december 2019 | Angola      | 40 – 30           | Kuba           | Aqua Dome Kumamoto, Kumamoto                      |                                                   |
| 18:00 | 18:00           | Guialo 7 6× | (20 – 16) Rapport | Lusson 7 6× 1× | Publik: 2 680 Domare: Belkhiri, Hamidi (Algeriet) | Publik: 2 680 Domare: Belkhiri, Hamidi (Algeriet) |
| 18:00 | 18:00           |             |                   |                | Publik: 2 680 Domare: Belkhiri, Hamidi (Algeriet) | Publik: 2 680 Domare: Belkhiri, Hamidi (Algeriet) |
| 18:00 | 18:00           |             |                   |                | Publik: 2 680 Domare: Belkhiri, Hamidi (Algeriet) | Publik: 2 680 Domare: Belkhiri, Hamidi (Algeriet) |

|       | 6 december 2019 | Nederländerna   | 30 – 28           | Norge        | Aqua Dome Kumamoto, Kumamoto                  |                                               |
| 20:30 | 20:30           | Abbingh 6 1× 2× | (14 – 18) Rapport | Oftedal 9 2× | Publik: 3 380 Domare: García, Marín (Spanien) | Publik: 3 380 Domare: García, Marín (Spanien) |
| 20:30 | 20:30           |                 |                   |              | Publik: 3 380 Domare: García, Marín (Spanien) | Publik: 3 380 Domare: García, Marín (Spanien) |
| 20:30 | 20:30           |                 |                   |              | Publik: 3 380 Domare: García, Marín (Spanien) | Publik: 3 380 Domare: García, Marín (Spanien) |

### Grupp B
| Nr | Lag        | S | V | O | F | GM  | IM  | MS   | P |
| -- | ---------- | - | - | - | - | --- | --- | ---- | - |
| 1  | Sydkorea   | 5 | 3 | 2 | 0 | 149 | 124 | +25  | 8 |
| 2  | Tyskland   | 5 | 3 | 1 | 1 | 142 | 111 | +31  | 7 |
| 3  | Danmark    | 5 | 3 | 1 | 1 | 132 | 100 | +32  | 7 |
| 4  | Frankrike  | 5 | 2 | 1 | 2 | 137 | 100 | +37  | 5 |
| 5  | Brasilien  | 5 | 1 | 1 | 3 | 119 | 116 | +3   | 3 |
| 6  | Australien | 5 | 0 | 0 | 5 | 53  | 182 | −129 | 0 |

|       | 30 november 2019 | Tyskland       | 30 – 24           | Brasilien       | Yamaga City Overall Gymnasium, Yamaga         |                                               |
| 15:00 | 15:00            | Behnke 6 4× 1× | (14 – 11) Rapport | Nascimento 5 1× | Publik: 1 300 Domare: García, Marín (Spanien) | Publik: 1 300 Domare: García, Marín (Spanien) |
| 15:00 | 15:00            |                |                   |                 | Publik: 1 300 Domare: García, Marín (Spanien) | Publik: 1 300 Domare: García, Marín (Spanien) |
| 15:00 | 15:00            |                |                   |                 | Publik: 1 300 Domare: García, Marín (Spanien) | Publik: 1 300 Domare: García, Marín (Spanien) |

|       | 30 november 2019 | Frankrike     | 27 – 29           | Sydkorea     | Yamaga City Overall Gymnasium, Yamaga       |                                             |
| 18:00 | 18:00            | Zaadi 5 5× 2× | (13 – 12) Rapport | Ryu 12 2× 1× | Publik: 1 450 Domare: Sosa, Lemes (Uruguay) | Publik: 1 450 Domare: Sosa, Lemes (Uruguay) |
| 18:00 | 18:00            |               |                   |              | Publik: 1 450 Domare: Sosa, Lemes (Uruguay) | Publik: 1 450 Domare: Sosa, Lemes (Uruguay) |
| 18:00 | 18:00            |               |                   |              | Publik: 1 450 Domare: Sosa, Lemes (Uruguay) | Publik: 1 450 Domare: Sosa, Lemes (Uruguay) |

|       | 30 november 2019 | Danmark      | 37 – 12          | Australien | Kumamoto Prefectural Gymnasium, Kumamoto |                                          |
| 20:30 | 20:30            | Østergaard 6 | (17 – 4) Rapport | Potocki 4  | Publik: 1 400 Domare: Cheng, Zhou (Kina) | Publik: 1 400 Domare: Cheng, Zhou (Kina) |
| 20:30 | 20:30            |              |                  |            | Publik: 1 400 Domare: Cheng, Zhou (Kina) | Publik: 1 400 Domare: Cheng, Zhou (Kina) |
| 20:30 | 20:30            |              |                  |            | Publik: 1 400 Domare: Cheng, Zhou (Kina) | Publik: 1 400 Domare: Cheng, Zhou (Kina) |

|       | 1 december 2019 | Brasilien         | 19 – 19          | Frankrike           | Yamaga City Overall Gymnasium, Yamaga      |                                            |
| 15:00 | 15:00           | fyra spelare 3 3× | (7 – 10) Rapport | tre spelare 3 5× 2× | Publik: 1 580 Domare: Lah, Sok (Slovenien) | Publik: 1 580 Domare: Lah, Sok (Slovenien) |
| 15:00 | 15:00           |                   |                  |                     | Publik: 1 580 Domare: Lah, Sok (Slovenien) | Publik: 1 580 Domare: Lah, Sok (Slovenien) |
| 15:00 | 15:00           |                   |                  |                     | Publik: 1 580 Domare: Lah, Sok (Slovenien) | Publik: 1 580 Domare: Lah, Sok (Slovenien) |

|       | 1 december 2019 | Australien   | 08 – 34          | Tyskland          | Yamaga City Overall Gymnasium, Yamaga          |                                                |
| 18:00 | 18:00           | Potocki 3 2× | (4 – 16) Rapport | Lauenroth 6 6× 1× | Publik: 1 450 Domare: Hizaki, Ikebuchi (Japan) | Publik: 1 450 Domare: Hizaki, Ikebuchi (Japan) |
| 18:00 | 18:00           |              |                  |                   | Publik: 1 450 Domare: Hizaki, Ikebuchi (Japan) | Publik: 1 450 Domare: Hizaki, Ikebuchi (Japan) |
| 18:00 | 18:00           |              |                  |                   | Publik: 1 450 Domare: Hizaki, Ikebuchi (Japan) | Publik: 1 450 Domare: Hizaki, Ikebuchi (Japan) |

|       | 1 december 2019 | Sydkorea    | 26 – 26           | Danmark         | Kumamoto Prefectural Gymnasium, Kumamoto             |                                                      |
| 20:30 | 20:30           | Ryu 9 5× 1× | (13 – 10) Rapport | Højlund 4 6× 1× | Publik: 1 380 Domare: Alpaidze, Berezkina (Ryssland) | Publik: 1 380 Domare: Alpaidze, Berezkina (Ryssland) |
| 20:30 | 20:30           |             |                   |                 | Publik: 1 380 Domare: Alpaidze, Berezkina (Ryssland) | Publik: 1 380 Domare: Alpaidze, Berezkina (Ryssland) |
| 20:30 | 20:30           |             |                   |                 | Publik: 1 380 Domare: Alpaidze, Berezkina (Ryssland) | Publik: 1 380 Domare: Alpaidze, Berezkina (Ryssland) |

|       | 3 december 2019 | Sydkorea          | 33 – 27           | Brasilien      | Yamaga City Overall Gymnasium, Yamaga             |                                                   |
| 15:00 | 15:00           | Ryu, Shin 8 6× 2× | (16 – 14) Rapport | Amorim 9 3× 2× | Publik: 1 750 Domare: Belkhiri, Hamidi (Algeriet) | Publik: 1 750 Domare: Belkhiri, Hamidi (Algeriet) |
| 15:00 | 15:00           |                   |                   |                | Publik: 1 750 Domare: Belkhiri, Hamidi (Algeriet) | Publik: 1 750 Domare: Belkhiri, Hamidi (Algeriet) |
| 15:00 | 15:00           |                   |                   |                | Publik: 1 750 Domare: Belkhiri, Hamidi (Algeriet) | Publik: 1 750 Domare: Belkhiri, Hamidi (Algeriet) |

|       | 3 december 2019 | Frankrike        | 46 – 70          | Australien      | Yamaga City Overall Gymnasium, Yamaga              |                                                    |
| 19:00 | 19:00           | Coatanea 7 2× 1× | (21 – 3) Rapport | Potocki 4 6× 1× | Publik: 1 540 Domare: El-Saied, El-Saied (Egypten) | Publik: 1 540 Domare: El-Saied, El-Saied (Egypten) |
| 19:00 | 19:00           |                  |                  |                 | Publik: 1 540 Domare: El-Saied, El-Saied (Egypten) | Publik: 1 540 Domare: El-Saied, El-Saied (Egypten) |
| 19:00 | 19:00           |                  |                  |                 | Publik: 1 540 Domare: El-Saied, El-Saied (Egypten) | Publik: 1 540 Domare: El-Saied, El-Saied (Egypten) |

|       | 3 december 2019 | Danmark              | 25 – 26           | Tyskland       | Kumamoto Prefectural Gymnasium, Kumamoto    |                                             |
| 20:30 | 20:30           | K. Jørgensen 5 2× 1× | (11 – 13) Rapport | Behnke 7 5× 2× | Publik: 1 000 Domare: Sosa, Lemes (Uruguay) | Publik: 1 000 Domare: Sosa, Lemes (Uruguay) |
| 20:30 | 20:30           |                      |                   |                | Publik: 1 000 Domare: Sosa, Lemes (Uruguay) | Publik: 1 000 Domare: Sosa, Lemes (Uruguay) |
| 20:30 | 20:30           |                      |                   |                | Publik: 1 000 Domare: Sosa, Lemes (Uruguay) | Publik: 1 000 Domare: Sosa, Lemes (Uruguay) |

|       | 4 december 2019 | Australien       | 17 – 34           | Sydkorea | Yamaga City Overall Gymnasium, Yamaga           |                                                 |
| 15:00 | 15:00           | Potocki 10 6× 1× | (10 – 18) Rapport | Lee 5 3× | Publik: 1 590 Domare: Lončar, Lončar (Kroatien) | Publik: 1 590 Domare: Lončar, Lončar (Kroatien) |
| 15:00 | 15:00           |                  |                   |          | Publik: 1 590 Domare: Lončar, Lončar (Kroatien) | Publik: 1 590 Domare: Lončar, Lončar (Kroatien) |
| 15:00 | 15:00           |                  |                   |          | Publik: 1 590 Domare: Lončar, Lončar (Kroatien) | Publik: 1 590 Domare: Lončar, Lončar (Kroatien) |

|       | 4 december 2019 | Tyskland     | 25 – 27           | Frankrike     | Yamaga City Overall Gymnasium, Yamaga         |                                               |
| 19:00 | 19:00           | Bölk 8 1× 2× | (12 – 14) Rapport | Zaadi 4 2× 1× | Publik: 1 950 Domare: García, Marín (Spanien) | Publik: 1 950 Domare: García, Marín (Spanien) |
| 19:00 | 19:00           |              |                   |               | Publik: 1 950 Domare: García, Marín (Spanien) | Publik: 1 950 Domare: García, Marín (Spanien) |
| 19:00 | 19:00           |              |                   |               | Publik: 1 950 Domare: García, Marín (Spanien) | Publik: 1 950 Domare: García, Marín (Spanien) |

|       | 4 december 2019 | Danmark              | 24 – 18          | Brasilien   | Kumamoto Prefectural Gymnasium, Kumamoto             |                                                      |
| 20:30 | 20:30           | S. Jørgensen 6 3× 1× | (11 – 9) Rapport | Vieira 5 5× | Publik: 1 100 Domare: García, Paolantoni (Argentina) | Publik: 1 100 Domare: García, Paolantoni (Argentina) |
| 20:30 | 20:30           |                      |                  |             | Publik: 1 100 Domare: García, Paolantoni (Argentina) | Publik: 1 100 Domare: García, Paolantoni (Argentina) |
| 20:30 | 20:30           |                      |                  |             | Publik: 1 100 Domare: García, Paolantoni (Argentina) | Publik: 1 100 Domare: García, Paolantoni (Argentina) |

|       | 6 december 2019 | Brasilien    | 31 – 90          | Australien   | Yamaga City Overall Gymnasium, Yamaga    |                                          |
| 15:00 | 15:00           | Belo 5 7× 1× | (15 – 5) Rapport | Potocki 7 2× | Publik: 1 490 Domare: Cheng, Zhou (Kina) | Publik: 1 490 Domare: Cheng, Zhou (Kina) |
| 15:00 | 15:00           |              |                  |              | Publik: 1 490 Domare: Cheng, Zhou (Kina) | Publik: 1 490 Domare: Cheng, Zhou (Kina) |
| 15:00 | 15:00           |              |                  |              | Publik: 1 490 Domare: Cheng, Zhou (Kina) | Publik: 1 490 Domare: Cheng, Zhou (Kina) |

|       | 6 december 2019 | Tyskland       | 27 – 27           | Sydkorea | Yamaga City Overall Gymnasium, Yamaga                |                                                      |
| 19:00 | 19:00           | Behnke 7 6× 2× | (15 – 14) Rapport | Ryu 9 2× | Publik: 2 100 Domare: Alpaidze, Berezkina (Ryssland) | Publik: 2 100 Domare: Alpaidze, Berezkina (Ryssland) |
| 19:00 | 19:00           |                |                   |          | Publik: 2 100 Domare: Alpaidze, Berezkina (Ryssland) | Publik: 2 100 Domare: Alpaidze, Berezkina (Ryssland) |
| 19:00 | 19:00           |                |                   |          | Publik: 2 100 Domare: Alpaidze, Berezkina (Ryssland) | Publik: 2 100 Domare: Alpaidze, Berezkina (Ryssland) |

|       | 6 december 2019 | Frankrike         | 18 – 20         | Danmark           | Kumamoto Prefectural Gymnasium, Kumamoto   |                                            |
| 20:30 | 20:30           | Lacrabère 6 4× 3× | (7 – 9) Rapport | S. Jørgensen 7 6× | Publik: 1 600 Domare: Lah, Sok (Slovenien) | Publik: 1 600 Domare: Lah, Sok (Slovenien) |
| 20:30 | 20:30           |                   |                 |                   | Publik: 1 600 Domare: Lah, Sok (Slovenien) | Publik: 1 600 Domare: Lah, Sok (Slovenien) |
| 20:30 | 20:30           |                   |                 |                   | Publik: 1 600 Domare: Lah, Sok (Slovenien) | Publik: 1 600 Domare: Lah, Sok (Slovenien) |

### Grupp C
| Nr | Lag        | S | V | O | F | GM  | IM  | MS  | P  |
| -- | ---------- | - | - | - | - | --- | --- | --- | -- |
| 1  | Spanien    | 5 | 5 | 0 | 0 | 159 | 103 | +56 | 10 |
| 2  | Montenegro | 5 | 4 | 0 | 1 | 137 | 123 | +14 | 8  |
| 3  | Rumänien   | 5 | 3 | 0 | 2 | 121 | 129 | −8  | 6  |
| 4  | Ungern     | 5 | 2 | 0 | 3 | 145 | 117 | +28 | 4  |
| 5  | Senegal    | 5 | 1 | 0 | 4 | 119 | 137 | −18 | 2  |
| 6  | Kazakstan  | 5 | 0 | 0 | 5 | 92  | 164 | −72 | 0  |

|       | 30 november 2019 | Montenegro       | 29 – 25           | Senegal                 | Yatsushiro General Gymnasium, Yatsushiro       |                                                |
| 15:00 | 15:00            | Jauković 7 5× 3× | (14 – 15) Rapport | Keita, Sankharé 5 2× 1× | Publik: 1 900 Domare: Kuttler, Merz (Tyskland) | Publik: 1 900 Domare: Kuttler, Merz (Tyskland) |
| 15:00 | 15:00            |                  |                   |                         | Publik: 1 900 Domare: Kuttler, Merz (Tyskland) | Publik: 1 900 Domare: Kuttler, Merz (Tyskland) |
| 15:00 | 15:00            |                  |                   |                         | Publik: 1 900 Domare: Kuttler, Merz (Tyskland) | Publik: 1 900 Domare: Kuttler, Merz (Tyskland) |

|       | 30 november 2019 | Rumänien      | 13 – 31          | Spanien                   | Kumamoto Prefectural Gymnasium, Kumamoto                   |                                                            |
| 18:00 | 18:00            | Neagu 6 7× 2× | (9 – 16) Rapport | Cabral, Fernández 6 5× 1× | Publik: 1 300 Domare: Bonaventura, Bonaventura (Frankrike) | Publik: 1 300 Domare: Bonaventura, Bonaventura (Frankrike) |
| 18:00 | 18:00            |               |                  |                           | Publik: 1 300 Domare: Bonaventura, Bonaventura (Frankrike) | Publik: 1 300 Domare: Bonaventura, Bonaventura (Frankrike) |
| 18:00 | 18:00            |               |                  |                           | Publik: 1 300 Domare: Bonaventura, Bonaventura (Frankrike) | Publik: 1 300 Domare: Bonaventura, Bonaventura (Frankrike) |

|       | 30 november 2019 | Ungern               | 39 – 15          | Kazakstan | Yatsushiro General Gymnasium, Yatsushiro       |                                                |
| 18:00 | 18:00            | Márton, Schatzl 7 1× | (22 – 8) Rapport | Abilda 5  | Publik: 1 800 Domare: Hizaki, Ikebuchi (Japan) | Publik: 1 800 Domare: Hizaki, Ikebuchi (Japan) |
| 18:00 | 18:00            |                      |                  |           | Publik: 1 800 Domare: Hizaki, Ikebuchi (Japan) | Publik: 1 800 Domare: Hizaki, Ikebuchi (Japan) |
| 18:00 | 18:00            |                      |                  |           | Publik: 1 800 Domare: Hizaki, Ikebuchi (Japan) | Publik: 1 800 Domare: Hizaki, Ikebuchi (Japan) |

|       | 1 december 2019 | Kazakstan        | 21 – 30           | Montenegro        | Yatsushiro General Gymnasium, Yatsushiro           |                                                    |
| 15:00 | 15:00           | Alexandrova 5 3× | (11 – 13) Rapport | Radičević 9 5× 1× | Publik: 1 910 Domare: El-Saied, El-Saied (Egypten) | Publik: 1 910 Domare: El-Saied, El-Saied (Egypten) |
| 15:00 | 15:00           |                  |                   |                   | Publik: 1 910 Domare: El-Saied, El-Saied (Egypten) | Publik: 1 910 Domare: El-Saied, El-Saied (Egypten) |
| 15:00 | 15:00           |                  |                   |                   | Publik: 1 910 Domare: El-Saied, El-Saied (Egypten) | Publik: 1 910 Domare: El-Saied, El-Saied (Egypten) |

|       | 1 december 2019 | Spanien        | 29 – 25           | Ungern         | Kumamoto Prefectural Gymnasium, Kumamoto             |                                                      |
| 18:00 | 18:00           | Cabral 7 4× 1× | (18 – 13) Rapport | Tóvizi 5 5× 1× | Publik: 1 600 Domare: Christiansen, Hansen (Danmark) | Publik: 1 600 Domare: Christiansen, Hansen (Danmark) |
| 18:00 | 18:00           |                |                   |                | Publik: 1 600 Domare: Christiansen, Hansen (Danmark) | Publik: 1 600 Domare: Christiansen, Hansen (Danmark) |
| 18:00 | 18:00           |                |                   |                | Publik: 1 600 Domare: Christiansen, Hansen (Danmark) | Publik: 1 600 Domare: Christiansen, Hansen (Danmark) |

|       | 1 december 2019 | Senegal             | 24 – 29           | Rumänien       | Yatsushiro General Gymnasium, Yatsushiro  |                                           |
| 18:00 | 18:00           | tre spelare 6 3× 2× | (12 – 15) Rapport | Neagu 13 7× 4× | Publik: 1 850 Domare: Koo, Lee (Sydkorea) | Publik: 1 850 Domare: Koo, Lee (Sydkorea) |
| 18:00 | 18:00           |                     |                   |                | Publik: 1 850 Domare: Koo, Lee (Sydkorea) | Publik: 1 850 Domare: Koo, Lee (Sydkorea) |
| 18:00 | 18:00           |                     |                   |                | Publik: 1 850 Domare: Koo, Lee (Sydkorea) | Publik: 1 850 Domare: Koo, Lee (Sydkorea) |

|       | 3 december 2019 | Ungern       | 24 – 25           | Montenegro        | Kumamoto Prefectural Gymnasium, Kumamoto      |                                               |
| 15:00 | 15:00           | Schatzl 7 2× | (12 – 13) Rapport | Radičević 8 7× 1× | Publik: 1 600 Domare: García, Marín (Spanien) | Publik: 1 600 Domare: García, Marín (Spanien) |
| 15:00 | 15:00           |              |                   |                   | Publik: 1 600 Domare: García, Marín (Spanien) | Publik: 1 600 Domare: García, Marín (Spanien) |
| 15:00 | 15:00           |              |                   |                   | Publik: 1 600 Domare: García, Marín (Spanien) | Publik: 1 600 Domare: García, Marín (Spanien) |

|       | 3 december 2019 | Spanien        | 29 – 20           | Senegal     | Yatsushiro General Gymnasium, Yatsushiro   |                                            |
| 15:00 | 15:00           | Cabral 8 5× 3× | (14 – 13) Rapport | Camara 6 4× | Publik: 1 950 Domare: Lah, Sok (Slovenien) | Publik: 1 950 Domare: Lah, Sok (Slovenien) |
| 15:00 | 15:00           |                |                   |             | Publik: 1 950 Domare: Lah, Sok (Slovenien) | Publik: 1 950 Domare: Lah, Sok (Slovenien) |
| 15:00 | 15:00           |                |                   |             | Publik: 1 950 Domare: Lah, Sok (Slovenien) | Publik: 1 950 Domare: Lah, Sok (Slovenien) |

|       | 3 december 2019 | Rumänien       | 22 – 20           | Kazakstan     | Yatsushiro General Gymnasium, Yatsushiro |                                          |
| 19:00 | 19:00           | Pintea 5 3× 1× | (14 – 11) Rapport | Chardina 6 1× | Publik: 1 810 Domare: Cheng, Zhou (Kina) | Publik: 1 810 Domare: Cheng, Zhou (Kina) |
| 19:00 | 19:00           |                |                   |               | Publik: 1 810 Domare: Cheng, Zhou (Kina) | Publik: 1 810 Domare: Cheng, Zhou (Kina) |
| 19:00 | 19:00           |                |                   |               | Publik: 1 810 Domare: Cheng, Zhou (Kina) | Publik: 1 810 Domare: Cheng, Zhou (Kina) |

|       | 4 december 2019 | Montenegro                  | 27 – 26           | Rumänien       | Kumamoto Prefectural Gymnasium, Kumamoto             |                                                      |
| 15:00 | 15:00           | Radičević, Raičević 6 7× 3× | (11 – 12) Rapport | Neagu 11 7× 1× | Publik: 1 700 Domare: Christiansen, Hansen (Danmark) | Publik: 1 700 Domare: Christiansen, Hansen (Danmark) |
| 15:00 | 15:00           |                             |                   |                | Publik: 1 700 Domare: Christiansen, Hansen (Danmark) | Publik: 1 700 Domare: Christiansen, Hansen (Danmark) |
| 15:00 | 15:00           |                             |                   |                | Publik: 1 700 Domare: Christiansen, Hansen (Danmark) | Publik: 1 700 Domare: Christiansen, Hansen (Danmark) |

|       | 4 december 2019 | Kazakstan               | 16 – 43           | Spanien        | Yatsushiro General Gymnasium, Yatsushiro           |                                                    |
| 15:00 | 15:00           | Abilda, Rejemetova 3 5× | (11 – 19) Rapport | M. López 10 4× | Publik: 2 000 Domare: El-Saied, El-Saied (Egypten) | Publik: 2 000 Domare: El-Saied, El-Saied (Egypten) |
| 15:00 | 15:00           |                         |                   |                | Publik: 2 000 Domare: El-Saied, El-Saied (Egypten) | Publik: 2 000 Domare: El-Saied, El-Saied (Egypten) |
| 15:00 | 15:00           |                         |                   |                | Publik: 2 000 Domare: El-Saied, El-Saied (Egypten) | Publik: 2 000 Domare: El-Saied, El-Saied (Egypten) |

|       | 4 december 2019 | Ungern         | 30 – 20          | Senegal          | Yatsushiro General Gymnasium, Yatsushiro             |                                                      |
| 19:00 | 19:00           | Kovács 6 2× 1× | (17 – 9) Rapport | Sankharé 6 4× 1× | Publik: 2 020 Domare: Alpaidze, Berezkina (Ryssland) | Publik: 2 020 Domare: Alpaidze, Berezkina (Ryssland) |
| 19:00 | 19:00           |                |                  |                  | Publik: 2 020 Domare: Alpaidze, Berezkina (Ryssland) | Publik: 2 020 Domare: Alpaidze, Berezkina (Ryssland) |
| 19:00 | 19:00           |                |                  |                  | Publik: 2 020 Domare: Alpaidze, Berezkina (Ryssland) | Publik: 2 020 Domare: Alpaidze, Berezkina (Ryssland) |

|       | 6 december 2019 | Senegal     | 30 – 20          | Kazakstan      | Kumamoto Prefectural Gymnasium, Kumamoto       |                                                |
| 15:00 | 15:00           | Camara 8 3× | (15 – 7) Rapport | Abilda 7 6× 1× | Publik: 1 700 Domare: Hizaki, Ikebuchi (Japan) | Publik: 1 700 Domare: Hizaki, Ikebuchi (Japan) |
| 15:00 | 15:00           |             |                  |                | Publik: 1 700 Domare: Hizaki, Ikebuchi (Japan) | Publik: 1 700 Domare: Hizaki, Ikebuchi (Japan) |
| 15:00 | 15:00           |             |                  |                | Publik: 1 700 Domare: Hizaki, Ikebuchi (Japan) | Publik: 1 700 Domare: Hizaki, Ikebuchi (Japan) |

|       | 6 december 2019 | Montenegro     | 26 – 27           | Spanien              | Yatsushiro General Gymnasium, Yatsushiro                   |                                                            |
| 15:00 | 15:00           | Radičević 7 7× | (14 – 14) Rapport | Cabral, Pena 6 4× 2× | Publik: 2 000 Domare: Bonaventura, Bonaventura (Frankrike) | Publik: 2 000 Domare: Bonaventura, Bonaventura (Frankrike) |
| 15:00 | 15:00           |                |                   |                      | Publik: 2 000 Domare: Bonaventura, Bonaventura (Frankrike) | Publik: 2 000 Domare: Bonaventura, Bonaventura (Frankrike) |
| 15:00 | 15:00           |                |                   |                      | Publik: 2 000 Domare: Bonaventura, Bonaventura (Frankrike) | Publik: 2 000 Domare: Bonaventura, Bonaventura (Frankrike) |

|       | 6 december 2019 | Rumänien       | 28 – 27           | Ungern                   | Yatsushiro General Gymnasium, Yatsushiro       |                                                |
| 19:00 | 19:00           | Neagu 10 6× 2× | (10 – 16) Rapport | Kovacsics, Szabó 6 5× 2× | Publik: 2 500 Domare: Kuttler, Merz (Tyskland) | Publik: 2 500 Domare: Kuttler, Merz (Tyskland) |
| 19:00 | 19:00           |                |                   |                          | Publik: 2 500 Domare: Kuttler, Merz (Tyskland) | Publik: 2 500 Domare: Kuttler, Merz (Tyskland) |
| 19:00 | 19:00           |                |                   |                          | Publik: 2 500 Domare: Kuttler, Merz (Tyskland) | Publik: 2 500 Domare: Kuttler, Merz (Tyskland) |

### Grupp D
| Nr | Lag            | S | V | O | F | GM  | IM  | MS  | P  |
| -- | -------------- | - | - | - | - | --- | --- | --- | -- |
| 1  | Ryssland       | 5 | 5 | 0 | 0 | 158 | 91  | +67 | 10 |
| 2  | Sverige        | 5 | 4 | 0 | 1 | 144 | 114 | +30 | 8  |
| 3  | Japan          | 5 | 3 | 0 | 2 | 136 | 121 | +15 | 6  |
| 4  | Argentina      | 5 | 2 | 0 | 3 | 124 | 133 | −9  | 4  |
| 5  | Kongo-Kinshasa | 5 | 1 | 0 | 4 | 86  | 137 | −51 | 2  |
| 6  | Kina           | 5 | 0 | 0 | 5 | 100 | 152 | −52 | 0  |

|       | 30 november 2019 | Japan          | 24 – 20           | Argentina       | Park Dome Kumamoto, Kumamoto                     |                                                  |
| 15:00 | 15:00            | Ohyama 5 9× 2× | (14 – 10) Rapport | Karsten 7 4× 2× | Publik: 9 100 Domare: Năstase, Stancu (Rumänien) | Publik: 9 100 Domare: Năstase, Stancu (Rumänien) |
| 15:00 | 15:00            |                |                   |                 | Publik: 9 100 Domare: Năstase, Stancu (Rumänien) | Publik: 9 100 Domare: Năstase, Stancu (Rumänien) |
| 15:00 | 15:00            |                |                   |                 | Publik: 9 100 Domare: Năstase, Stancu (Rumänien) | Publik: 9 100 Domare: Năstase, Stancu (Rumänien) |

|       | 30 november 2019 | Ryssland        | 26 – 11          | Kina      | Park Dome Kumamoto, Kumamoto                    |                                                 |
| 18:00 | 18:00            | Manaharova 5 3× | (13 – 6) Rapport | Chen 4 4× | Publik: 4 900 Domare: Lončar, Lončar (Kroatien) | Publik: 4 900 Domare: Lončar, Lončar (Kroatien) |
| 18:00 | 18:00            |                 |                  |           | Publik: 4 900 Domare: Lončar, Lončar (Kroatien) | Publik: 4 900 Domare: Lončar, Lončar (Kroatien) |
| 18:00 | 18:00            |                 |                  |           | Publik: 4 900 Domare: Lončar, Lončar (Kroatien) | Publik: 4 900 Domare: Lončar, Lončar (Kroatien) |

|       | 30 november 2019 | Sverige            | 26 – 16          | Kongo-Kinshasa  | Park Dome Kumamoto, Kumamoto                       |                                                    |
| 20:30 | 20:30            | Lagerquist 6 2× 3× | (11 – 8) Rapport | Mwasesa 6 3× 1× | Publik: 2 230 Domare: Antić, Jakovljević (Serbien) | Publik: 2 230 Domare: Antić, Jakovljević (Serbien) |
| 20:30 | 20:30            |                    |                  |                 | Publik: 2 230 Domare: Antić, Jakovljević (Serbien) | Publik: 2 230 Domare: Antić, Jakovljević (Serbien) |
| 20:30 | 20:30            |                    |                  |                 | Publik: 2 230 Domare: Antić, Jakovljević (Serbien) | Publik: 2 230 Domare: Antić, Jakovljević (Serbien) |

|       | 2 december 2019 | Argentina                    | 22 – 35           | Ryssland           | Park Dome Kumamoto, Kumamoto             |                                          |
| 15:00 | 15:00           | Pizzo, Cavo, Bolling 4 1× 3× | (12 – 17) Rapport | Gorsjenina 5 7× 1× | Publik: 6 628 Domare: Cheng, Zhou (Kina) | Publik: 6 628 Domare: Cheng, Zhou (Kina) |
| 15:00 | 15:00           |                              |                   |                    | Publik: 6 628 Domare: Cheng, Zhou (Kina) | Publik: 6 628 Domare: Cheng, Zhou (Kina) |
| 15:00 | 15:00           |                              |                   |                    | Publik: 6 628 Domare: Cheng, Zhou (Kina) | Publik: 6 628 Domare: Cheng, Zhou (Kina) |

|       | 2 december 2019 | Kongo-Kinshasa | 16 – 28          | Japan       | Park Dome Kumamoto, Kumamoto                    |                                                 |
| 18:00 | 18:00           | Ngo 4 2× 1×    | (9 – 17) Rapport | Ohyama 6 4× | Publik: 4 476 Domare: Lončar, Lončar (Kroatien) | Publik: 4 476 Domare: Lončar, Lončar (Kroatien) |
| 18:00 | 18:00           |                |                  |             | Publik: 4 476 Domare: Lončar, Lončar (Kroatien) | Publik: 4 476 Domare: Lončar, Lončar (Kroatien) |
| 18:00 | 18:00           |                |                  |             | Publik: 4 476 Domare: Lončar, Lončar (Kroatien) | Publik: 4 476 Domare: Lončar, Lončar (Kroatien) |

|       | 2 december 2019 | Kina        | 19 – 32          | Sverige                        | Park Dome Kumamoto, Kumamoto                     |                                                  |
| 20:30 | 20:30           | Jin 5 6× 1× | (7 – 16) Rapport | Blohm, Hagman, Mässing 4 6× 2× | Publik: 2 100 Domare: Năstase, Stancu (Rumänien) | Publik: 2 100 Domare: Năstase, Stancu (Rumänien) |
| 20:30 | 20:30           |             |                  |                                | Publik: 2 100 Domare: Năstase, Stancu (Rumänien) | Publik: 2 100 Domare: Năstase, Stancu (Rumänien) |
| 20:30 | 20:30           |             |                  |                                | Publik: 2 100 Domare: Năstase, Stancu (Rumänien) | Publik: 2 100 Domare: Năstase, Stancu (Rumänien) |

|       | 3 december 2019 | Ryssland        | 34 – 13          | Kongo-Kinshasa  | Park Dome Kumamoto, Kumamoto                   |                                                |
| 14:30 | 14:30           | Manaharova 6 4× | (19 – 7) Rapport | Mwasesa 5 5× 1× | Publik: 6 765 Domare: Hizaki, Ikebuchi (Japan) | Publik: 6 765 Domare: Hizaki, Ikebuchi (Japan) |
| 14:30 | 14:30           |                 |                  |                 | Publik: 6 765 Domare: Hizaki, Ikebuchi (Japan) | Publik: 6 765 Domare: Hizaki, Ikebuchi (Japan) |
| 14:30 | 14:30           |                 |                  |                 | Publik: 6 765 Domare: Hizaki, Ikebuchi (Japan) | Publik: 6 765 Domare: Hizaki, Ikebuchi (Japan) |

|       | 3 december 2019 | Kina      | 28 – 34           | Argentina        | Park Dome Kumamoto, Kumamoto                       |                                                    |
| 17:00 | 17:00           | Jin 10 4× | (13 – 18) Rapport | Karsten 12 3× 1× | Publik: 1 985 Domare: Antić, Jakovljević (Serbien) | Publik: 1 985 Domare: Antić, Jakovljević (Serbien) |
| 17:00 | 17:00           |           |                   |                  | Publik: 1 985 Domare: Antić, Jakovljević (Serbien) | Publik: 1 985 Domare: Antić, Jakovljević (Serbien) |
| 17:00 | 17:00           |           |                   |                  | Publik: 1 985 Domare: Antić, Jakovljević (Serbien) | Publik: 1 985 Domare: Antić, Jakovljević (Serbien) |

|       | 3 december 2019 | Sverige       | 34 – 26           | Japan       | Park Dome Kumamoto, Kumamoto                       |                                                    |
| 19:30 | 19:30           | Blohm 7 4× 1× | (20 – 13) Rapport | Tanabe 5 4× | Publik: 6 375 Domare: Krichen, Makhlouf (Tunisien) | Publik: 6 375 Domare: Krichen, Makhlouf (Tunisien) |
| 19:30 | 19:30           |               |                   |             | Publik: 6 375 Domare: Krichen, Makhlouf (Tunisien) | Publik: 6 375 Domare: Krichen, Makhlouf (Tunisien) |
| 19:30 | 19:30           |               |                   |             | Publik: 6 375 Domare: Krichen, Makhlouf (Tunisien) | Publik: 6 375 Domare: Krichen, Makhlouf (Tunisien) |

|       | 5 december 2019 | Kongo-Kinshasa   | 25 – 24           | Kina        | Park Dome Kumamoto, Kumamoto                   |                                                |
| 15:00 | 15:00           | Mwasesa 12 6× 2× | (10 – 11) Rapport | Jin 8 5× 1× | Publik: 6 729 Domare: Kuttler, Merz (Tyskland) | Publik: 6 729 Domare: Kuttler, Merz (Tyskland) |
| 15:00 | 15:00           |                  |                   |             | Publik: 6 729 Domare: Kuttler, Merz (Tyskland) | Publik: 6 729 Domare: Kuttler, Merz (Tyskland) |
| 15:00 | 15:00           |                  |                   |             | Publik: 6 729 Domare: Kuttler, Merz (Tyskland) | Publik: 6 729 Domare: Kuttler, Merz (Tyskland) |

|       | 5 december 2019 | Japan          | 23 – 33           | Ryssland    | Park Dome Kumamoto, Kumamoto                       |                                                    |
| 18:00 | 18:00           | Sasaki 7 2× 1× | (16 – 16) Rapport | Sen 8 2× 1× | Publik: 6 220 Domare: Antić, Jakovljević (Serbien) | Publik: 6 220 Domare: Antić, Jakovljević (Serbien) |
| 18:00 | 18:00           |                |                   |             | Publik: 6 220 Domare: Antić, Jakovljević (Serbien) | Publik: 6 220 Domare: Antić, Jakovljević (Serbien) |
| 18:00 | 18:00           |                |                   |             | Publik: 6 220 Domare: Antić, Jakovljević (Serbien) | Publik: 6 220 Domare: Antić, Jakovljević (Serbien) |

|       | 5 december 2019 | Sverige         | 30 – 23           | Argentina       | Park Dome Kumamoto, Kumamoto                    |                                                 |
| 20:30 | 20:30           | Mässing 5 5× 1× | (14 – 11) Rapport | Mendoza 8 3× 2× | Publik: 2 442 Domare: Lončar, Lončar (Kroatien) | Publik: 2 442 Domare: Lončar, Lončar (Kroatien) |
| 20:30 | 20:30           |                 |                   |                 | Publik: 2 442 Domare: Lončar, Lončar (Kroatien) | Publik: 2 442 Domare: Lončar, Lončar (Kroatien) |
| 20:30 | 20:30           |                 |                   |                 | Publik: 2 442 Domare: Lončar, Lončar (Kroatien) | Publik: 2 442 Domare: Lončar, Lončar (Kroatien) |

|       | 6 december 2019 | Japan        | 35 – 18          | Kina        | Park Dome Kumamoto, Kumamoto                |                                             |
| 15:00 | 15:00           | Akiyama 8 2× | (17 – 8) Rapport | Sun 5 5× 2× | Publik: 8 310 Domare: Sosa, Lemes (Uruguay) | Publik: 8 310 Domare: Sosa, Lemes (Uruguay) |
| 15:00 | 15:00           |              |                  |             | Publik: 8 310 Domare: Sosa, Lemes (Uruguay) | Publik: 8 310 Domare: Sosa, Lemes (Uruguay) |
| 15:00 | 15:00           |              |                  |             | Publik: 8 310 Domare: Sosa, Lemes (Uruguay) | Publik: 8 310 Domare: Sosa, Lemes (Uruguay) |

|       | 6 december 2019 | Argentina       | 25 – 16          | Kongo-Kinshasa | Park Dome Kumamoto, Kumamoto                         |                                                      |
| 18:00 | 18:00           | Karsten 8 3× 2× | (9 – 13) Rapport | Mwasesa 5 5×   | Publik: 2 950 Domare: Christiansen, Hansen (Danmark) | Publik: 2 950 Domare: Christiansen, Hansen (Danmark) |
| 18:00 | 18:00           |                 |                  |                | Publik: 2 950 Domare: Christiansen, Hansen (Danmark) | Publik: 2 950 Domare: Christiansen, Hansen (Danmark) |
| 18:00 | 18:00           |                 |                  |                | Publik: 2 950 Domare: Christiansen, Hansen (Danmark) | Publik: 2 950 Domare: Christiansen, Hansen (Danmark) |

|       | 6 december 2019 | Ryssland         | 30 – 22           | Sverige      | Park Dome Kumamoto, Kumamoto              |                                           |
| 20:30 | 20:30           | Frolova 11 8× 3× | (16 – 12) Rapport | Gulldén 8 5× | Publik: 3 826 Domare: Koo, Lee (Sydkorea) | Publik: 3 826 Domare: Koo, Lee (Sydkorea) |
| 20:30 | 20:30           |                  |                   |              | Publik: 3 826 Domare: Koo, Lee (Sydkorea) | Publik: 3 826 Domare: Koo, Lee (Sydkorea) |
| 20:30 | 20:30           |                  |                   |              | Publik: 3 826 Domare: Koo, Lee (Sydkorea) | Publik: 3 826 Domare: Koo, Lee (Sydkorea) |

## President's Cup

### Spel om 21-24:e plats
|  | Semifinaler om 21-24:e plats | Semifinaler om 21-24:e plats |    |            | Match om 21-22:e plats | Match om 21-22:e plats |  |
|  |                              |                              |    |            |                        |                        |  |
|  | 8 december                   |                              |    |            |                        |                        |  |
|  | Kuba                         | 45                           |    |            |                        |                        |  |
|  | Australien                   | 25                           |    |            |                        |                        |  |
|  |                              |                              |    |            |                        |                        |  |
|  |                              |                              |    |            | 9 december             |                        |  |
|  |                              |                              |    |            | Kuba                   | 33                     |  |
|  |                              | Kazakstan                    | 31 |            |                        |                        |  |
|  |                              |                              |    |            |                        |                        |  |
|  |                              |                              |    |            |                        |                        |  |
|  |                              |                              |    |            | Match om 23-24:e plats |                        |  |
|  | 8 december                   | 8 december                   |    | 9 december | 9 december             |                        |  |
|  | Kazakstan                    | 29                           |    | Australien | 15                     |                        |  |
|  | Kina                         | 23                           |    |            | Kina                   | 33                     |  |

### Spel om 17-20:e plats
|  | Semifinaler om 17-20:e plats | Semifinaler om 17-20:e plats |    |            | Match om 17-18:e plats | Match om 17-18:e plats |  |
|  |                              |                              |    |            |                        |                        |  |
|  | 8 december                   |                              |    |            |                        |                        |  |
|  | Slovenien                    | 19                           |    |            |                        |                        |  |
|  | Brasilien                    | 32                           |    |            |                        |                        |  |
|  |                              |                              |    |            |                        |                        |  |
|  |                              |                              |    |            | 9 december             |                        |  |
|  |                              |                              |    |            | Brasilien              | 22                     |  |
|  |                              | Senegal                      | 18 |            |                        |                        |  |
|  |                              |                              |    |            |                        |                        |  |
|  |                              |                              |    |            |                        |                        |  |
|  |                              |                              |    |            | Match om 19-20:e plats |                        |  |
|  | 8 december                   | 8 december                   |    | 9 december | 9 december             |                        |  |
|  | Senegal                      | 28                           |    | Slovenien  | 29                     |                        |  |
|  | Kongo-Kinshasa               | 23                           |    |            | Kongo-Kinshasa         | 27                     |  |

### Spel om 13-16:e plats
|  | Semifinaler om 13-16:e plats | Semifinaler om 13-16:e plats |    |            | Match om 13-14:e plats | Match om 13-14:e plats |  |
|  |                              |                              |    |            |                        |                        |  |
|  | 8 december                   |                              |    |            |                        |                        |  |
|  | Ungern                       | 34                           |    |            |                        |                        |  |
|  | Argentina                    | 26                           |    |            |                        |                        |  |
|  |                              |                              |    |            |                        |                        |  |
|  |                              |                              |    |            | 9 december             |                        |  |
|  |                              |                              |    |            | Ungern                 | 21                     |  |
|  |                              | Frankrike                    | 26 |            |                        |                        |  |
|  |                              |                              |    |            |                        |                        |  |
|  |                              |                              |    |            |                        |                        |  |
|  |                              |                              |    |            | Match om 15-16:e plats |                        |  |
|  | 8 december                   | 8 december                   |    | 9 december | 9 december             |                        |  |
|  | Angola                       | 17                           |    | Argentina  | 27                     |                        |  |
|  | Frankrike                    | 28                           |    |            | Angola                 | 30                     |  |

## Huvudomgång

### Grupp I
| Nr | Lag           | S | V | O | F | GM  | IM  | MS  | P |
| -- | ------------- | - | - | - | - | --- | --- | --- | - |
| 1  | Norge         | 5 | 4 | 0 | 1 | 146 | 128 | +18 | 8 |
| 2  | Nederländerna | 5 | 3 | 0 | 2 | 153 | 136 | +17 | 6 |
| 3  | Serbien       | 5 | 2 | 1 | 2 | 139 | 151 | −12 | 5 |
| 4  | Tyskland      | 5 | 2 | 1 | 2 | 135 | 136 | −1  | 5 |
| 5  | Danmark       | 5 | 1 | 2 | 2 | 123 | 124 | −1  | 4 |
| 6  | Sydkorea      | 5 | 0 | 2 | 3 | 144 | 165 | −21 | 2 |

|       | 8 december 2019 | Serbien       | 36 – 33           | Sydkorea     | Aqua Dome Kumamoto, Kumamoto                  |                                               |
| 15:00 | 15:00           | Lavko 7 7× 1× | (21 – 16) Rapport | Ryu 10 4× 1× | Publik: 3 450 Domare: García, Marín (Spanien) | Publik: 3 450 Domare: García, Marín (Spanien) |
| 15:00 | 15:00           |               |                   |              | Publik: 3 450 Domare: García, Marín (Spanien) | Publik: 3 450 Domare: García, Marín (Spanien) |
| 15:00 | 15:00           |               |                   |              | Publik: 3 450 Domare: García, Marín (Spanien) | Publik: 3 450 Domare: García, Marín (Spanien) |

|       | 8 december 2019 | Nederländerna | 23 – 25           | Tyskland  | Aqua Dome Kumamoto, Kumamoto                               |                                                            |
| 18:00 | 18:00           | Dulfer 4 4×   | (12 – 11) Rapport | Bölk 6 1× | Publik: 4 020 Domare: Bonaventura, Bonaventura (Frankrike) | Publik: 4 020 Domare: Bonaventura, Bonaventura (Frankrike) |
| 18:00 | 18:00           |               |                   |           | Publik: 4 020 Domare: Bonaventura, Bonaventura (Frankrike) | Publik: 4 020 Domare: Bonaventura, Bonaventura (Frankrike) |
| 18:00 | 18:00           |               |                   |           | Publik: 4 020 Domare: Bonaventura, Bonaventura (Frankrike) | Publik: 4 020 Domare: Bonaventura, Bonaventura (Frankrike) |

|       | 8 december 2019 | Norge                | 22 – 19          | Danmark                 | Aqua Dome Kumamoto, Kumamoto                         |                                                      |
| 20:30 | 20:30           | Hegh Arntzen 5 4× 1× | (12 – 9) Rapport | Grigel, Højlund 4 3× 2× | Publik: 1 890 Domare: Alpaidze, Berezkina (Ryssland) | Publik: 1 890 Domare: Alpaidze, Berezkina (Ryssland) |
| 20:30 | 20:30           |                      |                  |                         | Publik: 1 890 Domare: Alpaidze, Berezkina (Ryssland) | Publik: 1 890 Domare: Alpaidze, Berezkina (Ryssland) |
| 20:30 | 20:30           |                      |                  |                         | Publik: 1 890 Domare: Alpaidze, Berezkina (Ryssland) | Publik: 1 890 Domare: Alpaidze, Berezkina (Ryssland) |

|       | 9 december 2019 | Tyskland                   | 28 – 29           | Serbien           | Aqua Dome Kumamoto, Kumamoto                     |                                                  |
| 15:00 | 15:00           | Berger, Minevskaja 6 5× 1× | (17 – 19) Rapport | Cvijić 7 5× 2× 1× | Publik: 5 090 Domare: Năstase, Stancu (Rumänien) | Publik: 5 090 Domare: Năstase, Stancu (Rumänien) |
| 15:00 | 15:00           |                            |                   |                   | Publik: 5 090 Domare: Năstase, Stancu (Rumänien) | Publik: 5 090 Domare: Năstase, Stancu (Rumänien) |
| 15:00 | 15:00           |                            |                   |                   | Publik: 5 090 Domare: Năstase, Stancu (Rumänien) | Publik: 5 090 Domare: Năstase, Stancu (Rumänien) |

|       | 9 december 2019 | Danmark        | 27 – 24          | Nederländerna           | Aqua Dome Kumamoto, Kumamoto                  |                                               |
| 18:00 | 18:00           | Hansen 5 6× 3× | (14 – 9) Rapport | Polman, Snelder 5 4× 1× | Publik: 2 200 Domare: García, Marín (Spanien) | Publik: 2 200 Domare: García, Marín (Spanien) |
| 18:00 | 18:00           |                |                  |                         | Publik: 2 200 Domare: García, Marín (Spanien) | Publik: 2 200 Domare: García, Marín (Spanien) |
| 18:00 | 18:00           |                |                  |                         | Publik: 2 200 Domare: García, Marín (Spanien) | Publik: 2 200 Domare: García, Marín (Spanien) |

|       | 9 december 2019 | Sydkorea    | 25 – 36           | Norge        | Aqua Dome Kumamoto, Kumamoto                               |                                                            |
| 20:30 | 20:30           | Ryu 7 3× 1× | (10 – 20) Rapport | Oftedal 7 2× | Publik: 2 120 Domare: Bonaventura, Bonaventura (Frankrike) | Publik: 2 120 Domare: Bonaventura, Bonaventura (Frankrike) |
| 20:30 | 20:30           |             |                   |              | Publik: 2 120 Domare: Bonaventura, Bonaventura (Frankrike) | Publik: 2 120 Domare: Bonaventura, Bonaventura (Frankrike) |
| 20:30 | 20:30           |             |                   |              | Publik: 2 120 Domare: Bonaventura, Bonaventura (Frankrike) | Publik: 2 120 Domare: Bonaventura, Bonaventura (Frankrike) |

|       | 11 december 2019 | Nederländerna    | 40 – 33           | Sydkorea    | Aqua Dome Kumamoto, Kumamoto                     |                                                  |
| 15:00 | 15:00            | Abbingh 11 7× 1× | (23 – 16) Rapport | Ryu 9 2× 1× | Publik: 5 070 Domare: Năstase, Stancu (Rumänien) | Publik: 5 070 Domare: Năstase, Stancu (Rumänien) |
| 15:00 | 15:00            |                  |                   |             | Publik: 5 070 Domare: Năstase, Stancu (Rumänien) | Publik: 5 070 Domare: Năstase, Stancu (Rumänien) |
| 15:00 | 15:00            |                  |                   |             | Publik: 5 070 Domare: Năstase, Stancu (Rumänien) | Publik: 5 070 Domare: Năstase, Stancu (Rumänien) |

|       | 11 december 2019 | Serbien           | 26 – 26           | Danmark           | Aqua Dome Kumamoto, Kumamoto                  |                                               |
| 18:00 | 18:00            | Pop-Lazić 6 6× 1× | (14 – 11) Rapport | S. Jørgensen 6 2× | Publik: 3 080 Domare: García, Marín (Spanien) | Publik: 3 080 Domare: García, Marín (Spanien) |
| 18:00 | 18:00            |                   |                   |                   | Publik: 3 080 Domare: García, Marín (Spanien) | Publik: 3 080 Domare: García, Marín (Spanien) |
| 18:00 | 18:00            |                   |                   |                   | Publik: 3 080 Domare: García, Marín (Spanien) | Publik: 3 080 Domare: García, Marín (Spanien) |

|       | 11 december 2019 | Norge              | 32 – 29           | Tyskland     | Aqua Dome Kumamoto, Kumamoto                         |                                                      |
| 20:30 | 20:30            | Brattset Dale 6 2× | (17 – 16) Rapport | Bölk 6 2× 1× | Publik: 3 520 Domare: Alpaidze, Berezkina (Ryssland) | Publik: 3 520 Domare: Alpaidze, Berezkina (Ryssland) |
| 20:30 | 20:30            |                    |                   |              | Publik: 3 520 Domare: Alpaidze, Berezkina (Ryssland) | Publik: 3 520 Domare: Alpaidze, Berezkina (Ryssland) |
| 20:30 | 20:30            |                    |                   |              | Publik: 3 520 Domare: Alpaidze, Berezkina (Ryssland) | Publik: 3 520 Domare: Alpaidze, Berezkina (Ryssland) |

### Grupp II
| Nr | Lag        | S | V | O | F | GM  | IM  | MS  | P  |
| -- | ---------- | - | - | - | - | --- | --- | --- | -- |
| 1  | Ryssland   | 5 | 5 | 0 | 0 | 161 | 117 | +44 | 10 |
| 2  | Spanien    | 5 | 3 | 1 | 1 | 145 | 137 | +8  | 7  |
| 3  | Montenegro | 5 | 3 | 0 | 2 | 137 | 137 | 0   | 6  |
| 4  | Sverige    | 5 | 2 | 1 | 2 | 141 | 132 | +9  | 5  |
| 5  | Japan      | 5 | 1 | 0 | 4 | 143 | 150 | −7  | 2  |
| 6  | Rumänien   | 5 | 0 | 0 | 5 | 102 | 156 | −54 | 0  |

|       | 8 december 2019 | Rumänien      | 18 – 27           | Ryssland                         | Park Dome Kumamoto, Kumamoto                         |                                                      |
| 15:00 | 15:00           | Neagu 5 3× 1× | (10 – 10) Rapport | Vjachireva, Bobrovnikova 5 4× 2× | Publik: 5 870 Domare: García, Paolantoni (Argentina) | Publik: 5 870 Domare: García, Paolantoni (Argentina) |
| 15:00 | 15:00           |               |                   |                                  | Publik: 5 870 Domare: García, Paolantoni (Argentina) | Publik: 5 870 Domare: García, Paolantoni (Argentina) |
| 15:00 | 15:00           |               |                   |                                  | Publik: 5 870 Domare: García, Paolantoni (Argentina) | Publik: 5 870 Domare: García, Paolantoni (Argentina) |

|       | 8 december 2019 | Montenegro        | 30 – 26           | Japan          | Park Dome Kumamoto, Kumamoto                      |                                                   |
| 18:00 | 18:00           | Radičević 8 3× 1× | (14 – 11) Rapport | Fujita 7 3× 2× | Publik: 7 356 Domare: Belkhiri, Hamidi (Algeriet) | Publik: 7 356 Domare: Belkhiri, Hamidi (Algeriet) |
| 18:00 | 18:00           |                   |                   |                | Publik: 7 356 Domare: Belkhiri, Hamidi (Algeriet) | Publik: 7 356 Domare: Belkhiri, Hamidi (Algeriet) |
| 18:00 | 18:00           |                   |                   |                | Publik: 7 356 Domare: Belkhiri, Hamidi (Algeriet) | Publik: 7 356 Domare: Belkhiri, Hamidi (Algeriet) |

|       | 8 december 2019 | Spanien        | 28 – 28          | Sverige                 | Park Dome Kumamoto, Kumamoto               |                                            |
| 20:30 | 20:30           | Cabral 6 7× 2× | (14 – 8) Rapport | Hagman, Mässing 8 3× 2× | Publik: 2 132 Domare: Lah, Sok (Slovenien) | Publik: 2 132 Domare: Lah, Sok (Slovenien) |
| 20:30 | 20:30           |                |                  |                         | Publik: 2 132 Domare: Lah, Sok (Slovenien) | Publik: 2 132 Domare: Lah, Sok (Slovenien) |
| 20:30 | 20:30           |                |                  |                         | Publik: 2 132 Domare: Lah, Sok (Slovenien) | Publik: 2 132 Domare: Lah, Sok (Slovenien) |

|       | 9 december 2019 | Ryssland            | 35 – 28           | Montenegro        | Park Dome Kumamoto, Kumamoto                       |                                                    |
| 15:00 | 15:00           | Manaharova 12 5× 1× | (17 – 16) Rapport | Radičević 8 7× 2× | Publik: 6 338 Domare: Krichen, Makhlouf (Tunisien) | Publik: 6 338 Domare: Krichen, Makhlouf (Tunisien) |
| 15:00 | 15:00           |                     |                   |                   | Publik: 6 338 Domare: Krichen, Makhlouf (Tunisien) | Publik: 6 338 Domare: Krichen, Makhlouf (Tunisien) |
| 15:00 | 15:00           |                     |                   |                   | Publik: 6 338 Domare: Krichen, Makhlouf (Tunisien) | Publik: 6 338 Domare: Krichen, Makhlouf (Tunisien) |

|       | 9 december 2019 | Japan          | 31 – 33           | Spanien      | Park Dome Kumamoto, Kumamoto                   |                                                |
| 18:00 | 18:00           | Ohyama 6 4× 3× | (13 – 17) Rapport | Pena 7 5× 2× | Publik: 3 428 Domare: Kuttler, Merz (Tyskland) | Publik: 3 428 Domare: Kuttler, Merz (Tyskland) |
| 18:00 | 18:00           |                |                   |              | Publik: 3 428 Domare: Kuttler, Merz (Tyskland) | Publik: 3 428 Domare: Kuttler, Merz (Tyskland) |
| 18:00 | 18:00           |                |                   |              | Publik: 3 428 Domare: Kuttler, Merz (Tyskland) | Publik: 3 428 Domare: Kuttler, Merz (Tyskland) |

|       | 9 december 2019 | Sverige           | 34 – 22          | Rumänien                          | Park Dome Kumamoto, Kumamoto                |                                             |
| 20:30 | 20:30           | Mellegård 7 4× 1× | (14 – 9) Rapport | Udriștioiu, Neagu, Pintea 4 3× 1× | Publik: 1 980 Domare: Sosa, Lemes (Uruguay) | Publik: 1 980 Domare: Sosa, Lemes (Uruguay) |
| 20:30 | 20:30           |                   |                  |                                   | Publik: 1 980 Domare: Sosa, Lemes (Uruguay) | Publik: 1 980 Domare: Sosa, Lemes (Uruguay) |
| 20:30 | 20:30           |                   |                  |                                   | Publik: 1 980 Domare: Sosa, Lemes (Uruguay) | Publik: 1 980 Domare: Sosa, Lemes (Uruguay) |

|       | 11 december 2019 | Spanien     | 26 – 36           | Ryssland     | Park Dome Kumamoto, Kumamoto                               |                                                            |
| 15:00 | 15:00            | Cabral 6 1× | (12 – 16) Rapport | Frolova 9 2× | Publik: 6 281 Domare: Bonaventura, Bonaventura (Frankrike) | Publik: 6 281 Domare: Bonaventura, Bonaventura (Frankrike) |
| 15:00 | 15:00            |             |                   |              | Publik: 6 281 Domare: Bonaventura, Bonaventura (Frankrike) | Publik: 6 281 Domare: Bonaventura, Bonaventura (Frankrike) |
| 15:00 | 15:00            |             |                   |              | Publik: 6 281 Domare: Bonaventura, Bonaventura (Frankrike) | Publik: 6 281 Domare: Bonaventura, Bonaventura (Frankrike) |

|       | 11 december 2019 | Rumänien                    | 20 – 37          | Japan    | Park Dome Kumamoto, Kumamoto                      |                                                   |
| 18:00 | 18:00            | Udriștioiu, Perianu 4 3× 1× | (8 – 18) Rapport | Sasaki 8 | Publik: 3 962 Domare: Belkhiri, Hamidi (Algeriet) | Publik: 3 962 Domare: Belkhiri, Hamidi (Algeriet) |
| 18:00 | 18:00            |                             |                  |          | Publik: 3 962 Domare: Belkhiri, Hamidi (Algeriet) | Publik: 3 962 Domare: Belkhiri, Hamidi (Algeriet) |
| 18:00 | 18:00            |                             |                  |          | Publik: 3 962 Domare: Belkhiri, Hamidi (Algeriet) | Publik: 3 962 Domare: Belkhiri, Hamidi (Algeriet) |

|       | 11 december 2019 | Montenegro         | 26 – 23           | Sverige    | Park Dome Kumamoto, Kumamoto                         |                                                      |
| 20:30 | 20:30            | Mehmedović 7 2× 3× | (12 – 12) Rapport | Blohm 7 4× | Publik: 1 926 Domare: García, Paolantoni (Argentina) | Publik: 1 926 Domare: García, Paolantoni (Argentina) |
| 20:30 | 20:30            |                    |                   |            | Publik: 1 926 Domare: García, Paolantoni (Argentina) | Publik: 1 926 Domare: García, Paolantoni (Argentina) |
| 20:30 | 20:30            |                    |                   |            | Publik: 1 926 Domare: García, Paolantoni (Argentina) | Publik: 1 926 Domare: García, Paolantoni (Argentina) |

## Slutspel

### Slutspelsträd
|  | Semifinaler   | Semifinaler   |    |             | Final       | Final |  |
|  |               |               |    |             |             |       |  |
|  | 13 december   |               |    |             |             |       |  |
|  | Norge         | 22            |    |             |             |       |  |
|  | Spanien       | 28            |    |             |             |       |  |
|  |               |               |    |             |             |       |  |
|  |               |               |    |             | 15 december |       |  |
|  |               |               |    |             | Spanien     | 29    |  |
|  |               | Nederländerna | 30 |             |             |       |  |
|  |               |               |    |             |             |       |  |
|  |               |               |    |             |             |       |  |
|  |               |               |    |             | Bronsmatch  |       |  |
|  | 13 december   | 13 december   |    | 15 december | 15 december |       |  |
|  | Ryssland      | 32            |    | Norge       | 28          |       |  |
|  | Nederländerna | 33            |    |             | Ryssland    | 33    |  |

### Semifinaler
|       | 13 december 2019 | Ryssland            | 32 – 33           | Nederländerna | Park Dome Kumamoto, Kumamoto                               |                                                            |
| 17:30 | 17:30            | Vjachireva 11 3× 2× | (16 – 16) Rapport | Polman 9 3×   | Publik: 4 240 Domare: Bonaventura, Bonaventura (Frankrike) | Publik: 4 240 Domare: Bonaventura, Bonaventura (Frankrike) |
| 17:30 | 17:30            |                     |                   |               | Publik: 4 240 Domare: Bonaventura, Bonaventura (Frankrike) | Publik: 4 240 Domare: Bonaventura, Bonaventura (Frankrike) |
| 17:30 | 17:30            |                     |                   |               | Publik: 4 240 Domare: Bonaventura, Bonaventura (Frankrike) | Publik: 4 240 Domare: Bonaventura, Bonaventura (Frankrike) |

|       | 13 december 2019 | Norge        | 22 – 28           | Spanien        | Park Dome Kumamoto, Kumamoto                         |                                                      |
| 20:30 | 20:30            | Aune 5 5× 3× | (13 – 13) Rapport | Cabral 7 3× 2× | Publik: 4 261 Domare: Alpaidze, Berezkina (Ryssland) | Publik: 4 261 Domare: Alpaidze, Berezkina (Ryssland) |
| 20:30 | 20:30            |              |                   |                | Publik: 4 261 Domare: Alpaidze, Berezkina (Ryssland) | Publik: 4 261 Domare: Alpaidze, Berezkina (Ryssland) |
| 20:30 | 20:30            |              |                   |                | Publik: 4 261 Domare: Alpaidze, Berezkina (Ryssland) | Publik: 4 261 Domare: Alpaidze, Berezkina (Ryssland) |

### Match om sjundeplats
|       | 13 december 2019 | Tyskland       | 24 – 35           | Sverige      | Park Dome Kumamoto, Kumamoto                  |                                               |
| 14:30 | 14:30            | Stolle 6 1× 2× | (13 – 18) Rapport | Gulldén 7 1× | Publik: 6 860 Domare: García, Marín (Spanien) | Publik: 6 860 Domare: García, Marín (Spanien) |
| 14:30 | 14:30            |                |                   |              | Publik: 6 860 Domare: García, Marín (Spanien) | Publik: 6 860 Domare: García, Marín (Spanien) |
| 14:30 | 14:30            |                |                   |              | Publik: 6 860 Domare: García, Marín (Spanien) | Publik: 6 860 Domare: García, Marín (Spanien) |

### Match om femteplats
|       | 13 december 2019 | Serbien          | 26 – 28           | Montenegro                  | Park Dome Kumamoto, Kumamoto                      |                                                   |
| 11:30 | 11:30            | Stoiljković 6 1× | (12 – 13) Rapport | Raičević, Ramusović 4 4× 3× | Publik: 5 690 Domare: Belkhiri, Hamidi (Algeriet) | Publik: 5 690 Domare: Belkhiri, Hamidi (Algeriet) |
| 11:30 | 11:30            |                  |                   |                             | Publik: 5 690 Domare: Belkhiri, Hamidi (Algeriet) | Publik: 5 690 Domare: Belkhiri, Hamidi (Algeriet) |
| 11:30 | 11:30            |                  |                   |                             | Publik: 5 690 Domare: Belkhiri, Hamidi (Algeriet) | Publik: 5 690 Domare: Belkhiri, Hamidi (Algeriet) |

### Bronsmatch
|       | 15 december 2019 | Norge                         | 28 – 33           | Ryssland        | Park Dome Kumamoto, Kumamoto                  |                                               |
| 17:30 | 17:30            | Hegh Arntzen, Oftedal 7 4× 1× | (15 – 18) Rapport | Vjachireva 9 4× | Publik: 8 664 Domare: García, Marín (Spanien) | Publik: 8 664 Domare: García, Marín (Spanien) |
| 17:30 | 17:30            |                               |                   |                 | Publik: 8 664 Domare: García, Marín (Spanien) | Publik: 8 664 Domare: García, Marín (Spanien) |
| 17:30 | 17:30            |                               |                   |                 | Publik: 8 664 Domare: García, Marín (Spanien) | Publik: 8 664 Domare: García, Marín (Spanien) |

### Final
|       | 15 december 2019 | Spanien           | 29 – 30           | Nederländerna  | Park Dome Kumamoto, Kumamoto                               |                                                            |
| 20:30 | 20:30            | Cabral 7 1× 2× 1× | (13 – 16) Rapport | Polman 9 3× 2× | Publik: 9 624 Domare: Bonaventura, Bonaventura (Frankrike) | Publik: 9 624 Domare: Bonaventura, Bonaventura (Frankrike) |
| 20:30 | 20:30            |                   |                   |                | Publik: 9 624 Domare: Bonaventura, Bonaventura (Frankrike) | Publik: 9 624 Domare: Bonaventura, Bonaventura (Frankrike) |
| 20:30 | 20:30            |                   |                   |                | Publik: 9 624 Domare: Bonaventura, Bonaventura (Frankrike) | Publik: 9 624 Domare: Bonaventura, Bonaventura (Frankrike) |

## Slutplaceringar
| Plats | Lag            |
| ----- | -------------- |
| 1     | Nederländerna  |
| 2     | Spanien        |
| 3     | Ryssland       |
| 4     | Norge          |
| 5     | Montenegro     |
| 6     | Serbien        |
| 7     | Sverige        |
| 8     | Tyskland       |
| 9     | Danmark        |
| 10    | Japan          |
| 11    | Sydkorea       |
| 12    | Rumänien       |
| 13    | Frankrike      |
| 14    | Ungern         |
| 15    | Angola         |
| 16    | Argentina      |
| 17    | Brasilien      |
| 18    | Senegal        |
| 19    | Slovenien      |
| 20    | Kongo-Kinshasa |
| 21    | Kuba           |
| 22    | Kazakstan      |
| 23    | Kina           |
| 24    | Australien     |

|  | Kvalificerade till olympiska spelen 2020                      |
|  | Kvalificerade till olympiska spelen 2020 via annan turnering  |
|  | Kvalificerade till olympisk kvalturnering                     |
|  | Kvalificerade till olympisk kvalturnering via annan turnering |

| Position    | Spelare                          |
| ----------- | -------------------------------- |
| Målvakt     | Tess Wester (NED)                |
| Högersexa   | Jovanka Radičević (MNE)          |
| Högernia    | Anna Vjachireva (RUS)            |
| Mittnia     | Estavana Polman (NED)            |
| Vänsternia  | Alexandrina Cabral Barbosa (ESP) |
| Vänstersexa | Camilla Herrem (NOR)             |
| Mittsexa    | Linn Blohm (SWE)                 |

1. ↑  Japan direktkvalificerat som värdnation.

### Fotnoter
1. ↑  24th Women's World Championship 2019 – Individual Statistics. IHF. Läst 15 december 2019.
2. ↑  ”Japan and Denmark/Germany are the hosts of the 2019 World Championships” (på engelska). IHF. 28 oktober 2013. http://www.ihf.info//MediaCenter/News/NewsDetails/tabid/130/Default.aspx?ID=1748. Läst 23 december 2014.
3. ↑  (15 december 2019). Historiskt VM-guld efter märkligt slut. Sportbladet. Läst 15 december 2019.
4. ↑  Japan 2019 All-star Team. IHF. Läst 17 december 2019.